# Bryophyllum
Bryophyllum (do grego bryo/bryein = broto, phyllon = folha) é um gênero de plantas pertencente à família Crassulaceae.
Existem cerca de vinte a trinta espécies no gênero, nativas originalmente da África do Sul, Madagascar e Ásia, embora provavelmente hoje sejam encontradas em várias partes quentes do mundo, cultivadas ou como ornamentos de jardins, é comum encontrá-las em regiões da Austrália. O gênero é notável para ser Vivíparas; desenvolvem pequenos propágulos nas margens das folhas. Cada um deles é uma plântula em miniatura, que cai ao solo, dando origem a uma planta adulta.
Por seu grande interesse e procura, ela tem sido muito cultivada. Algumas espécies são (não muitas) tóxicas e se tornaram ervas daninhas nocivas em partes do mundo (substâncias ácidas da planta, bufadienolide, alcalóide, calciumoxalate, flavonóide, antociane…).
Muitos nomes (em inglês: Mother of Thousands; Mother of Millions; Devil's Backbone; Pregnant Plant, Mexican Hat Plant; Flopper; Sotre-Sotry; Air Plant; Miracle Leaf; Sprouting Leaf; Sprout Leaf Plant; Leaf of Life; Resurrection Plant; Canterbury Bells; Cathedral Bells; Mexican Love Plant; Life Plant; Floppers; Good Luck Leaf; Airplant; Lifeplant; Mexican Loveplant; Mother in Law; Tree Of Life; Hawaiian Air Leaf; Monkey Ears; Monkeys Ear…; em alemão: Brutblatt, Wurzelblatt, Keimblatt, Knotenblatt, Moosblatt, Lebenszweig, Keimzumpe; em havaiano: ‘oliwa ku kahakai, em espanhol: (Yerba de) Bruja; Prodigiosa; Flor de aire; Siempre Viva; Hoja Del Aire e em português: Coirama, Courama, Courama grande, Courama vermelha, Folha Da Costa, Folha Da Fortuna).
Muitos híbridos (Bryophyllum crenatodaigremontianum = Br.crenatum X Br.daigremontianum; Bryophyllum, Houghton's Hybride = B.daigremontianum X B.delagoensis...).

## As duas espécies mais importantes
- Bryophyllum daigremontianum (Raym.-Hamet & H.Perrier) = Kalanchoe daigremontiana (Raym.-Hamet & H.Perrier):  Nativa de Madagascar; introduzida e ambientada em muitas partes da África tropical e subtropical, Ásia (ilhas das Índias Oceânicas), América do Norte(Flórida) e África do Sul; cultivada no Paquistão.
- Bryophyllum pinnatum (Lam.) Oken = Bryophyllum calycinum Salisb. = Kalanchoe pinnata (Lam.) Pers.:  Nativa da África tropical, cultivada ou ambientada em muitas ilhas do Pacífico, ilhas (Tonga, Havaí) e Brasil.

## Espécies
O gênero Bryophyllum possui 46 espécies reconhecidas atualmente.
- Bryophyllum adelae (Hamet) A.Berger
- Bryophyllum beauverdii (Hamet) A.Berger
- Bryophyllum bergeri (Raym.-Hamet & Perrier) Govaerts
- Bryophyllum bogneri (Rauh) V.V.Byalt
- Bryophyllum bouvetii (Raym.-Hamet & Perrier) A.Berger
- Bryophyllum calcicola (H.Perrier) V.V.Byalt
- Bryophyllum campanulatum (Baker) V.V.Byalt, Udalova & I.M.Vassiljeva
- Bryophyllum curvulum (Desc.) V.V.Byalt
- Bryophyllum cymbifolium (Desc.) V.V.Byalt
- Bryophyllum daigremontianum (Raym.-Hamet & Perrier) A.Berger
- Bryophyllum delagoense (Eckl. & Zeyh.) Druce
- Bryophyllum fedtschenkoi (Raym.-Hamet & H.Perrier) Lauz.-March.
- Bryophyllum gastonis-bonnieri (Gamet & Perrier) Lauz.-March.
- Bryophyllum gracilipes (Baker) Eggli
- Bryophyllum houghtonii (D.B.Ward) P.I.Forst.
- Bryophyllum humificum (Desc.) V.V.Byalt
- Bryophyllum inauratum (Desc.) V.V.Byalt
- Bryophyllum jongmansii (Hamet) Govaerts
- Bryophyllum laetivirens (Desc.) V.V.Byalt
- Bryophyllum lauzac-marchaliae V.V.Byalt
- Bryophyllum laxiflorum (Baker) Govaerts
- Bryophyllum lokarana (Desc.) V.V.Byalt
- Bryophyllum macrochlamys (Perr.) A.Berger
- Bryophyllum manginii (Raym.-Hamet & H.Perrier) Nothdurft
- Bryophyllum marnierianum (H.Jacobsen) Govaerts
- Bryophyllum miniatum (Hilsenb. & Bojer) A.Berger
- Bryophyllum mortagei (Raym.-Hamet & Perrier) Wickens
- Bryophyllum peltatum (Baker) V.V.Byalt, Udalova & I.M.Vassiljeva
- Bryophyllum peltigerum (Desc.) V.V.Byalt
- Bryophyllum pinnatum (Lam.) Oken
- Bryophyllum poincarei (Hamet) Govaerts
- Bryophyllum porphyrocalyx (Baker) A.Berger
- Bryophyllum proliferum Bowie ex Hook.
- Bryophyllum pseudocampanulatum (Mannoni & Boiteau) Govaerts
- Bryophyllum pubescens (Baker) Govaerts
- Bryophyllum rechingeri (Raym.-Hamet ex Rauh & Hebding) V.V.Byalt
- Bryophyllum rolandi-bonapartei (Raym.-Hamet & Perrier) Govaerts
- Bryophyllum rosei (Raym.-Hamet & Perrier) A.Berger
- Bryophyllum rubellum Baker
- Bryophyllum sanctulum (Desc.) V.V.Byalt
- Bryophyllum schizophyllum (Baker) A.Berger
- Bryophyllum serratum (Mannoni & Boiteau) Blanco
- Bryophyllum streptanthum (Baker) A.Berger
- Bryophyllum suarezense (H.Perrier) A.Berger
- Bryophyllum uniflorum (Stapf) A.Berger
- Bryophyllum waldheimii (Raym.-Hamet & Perrier) Lauz.-March.